# Noel Pix
Jochen « Noel Pix » Seibert (né le 25 mars 1972 à Munich) est le guitariste principal du groupe de Neue Deutsche Härte et de metal industriel allemand Eisbrecher.
Il fut précédemment le claviériste du groupe allemand Megaherz où il a rencontré Alexx Wesselsky avec lequel il a fondé Eisbrecher.